# Taccarum crassispathum
Taccarum crassispathum là một loài thực vật có hoa trong họ Ráy (Araceae). Loài này được E.G.Gonç. miêu tả khoa học đầu tiên năm 2002 publ. 2003.